# Francouzská fotbalová reprezentace v roce 2010
Francouzská fotbalová reprezentace sehrála v roce 2010 třináct mezistátních utkání. Z toho byly tři na Mistrovství světa ve fotbale 2010, čtyři v kvalifikaci na ME 2010 a šest přátelských. Trenéry byli Raymond Domenech a Laurent Blanc, který Domenecha vystřídal po neúspěšném vystoupení francouzské reprezentace na mistrovství světa.

## Zápasy
| 3. března 2010 přátelské |       |                     |                                                                               |
| Francie                  | 0 - 2 | Španělsko           | Stade de France, Saint-Denis diváci: 79 021 rozhodčí: Craig Thomson (Skotsko) |
|                          |       | Villa 21' Ramos 49' | Stade de France, Saint-Denis diváci: 79 021 rozhodčí: Craig Thomson (Skotsko) |

| 26. května 2010 přátelské       |       |               |                                                                                  |
| Francie                         | 2 - 1 | Kostarika     | Stade Félix Bollaert, Lens diváci: 40 000 rozhodčí: Vladislav Bezborodov (Rusko) |
| Sequeira 22' (vl.) Valbuena 83' |       | Hernández 12' | Stade Félix Bollaert, Lens diváci: 40 000 rozhodčí: Vladislav Bezborodov (Rusko) |

| 30. května 2010 přátelské |       |            |                                                                   |
| Tunisko                   | 1 - 1 | Francie    | Stade 7 November, Radès diváci: 50 000 rozhodčí: Adel Rai (Libye) |
| Jemâa 5'                  |       | Gallas 62' | Stade 7 November, Radès diváci: 50 000 rozhodčí: Adel Rai (Libye) |

| 4. června 2010 přátelské |       |               |                                                                                                |
| Francie                  | 0 - 1 | Čína          | Stade Michel Volnay, Saint-Pierre, Réunion diváci: 8 000 rozhodčí: Pedro Proença (Portugalsko) |
|                          |       | Zhuoxiang 68' | Stade Michel Volnay, Saint-Pierre, Réunion diváci: 8 000 rozhodčí: Pedro Proença (Portugalsko) |

| 11. června 2010 MS 2010, Skupina A |       |         |                                                                                      |
| Uruguay                            | 0 - 0 | Francie | Green Point Stadium, Kapské Město diváci: 64 100 rozhodčí: Juiči Nišimura (Japonsko) |
|                                    |       |         | Green Point Stadium, Kapské Město diváci: 64 100 rozhodčí: Juiči Nišimura (Japonsko) |

| 17. června 2010 MS 2010, Skupina A |       |                                 |                                                                                            |
| Francie                            | 0 - 2 | Mexiko                          | Peter Mokaba Stadium, Polokwane diváci: 35 370 rozhodčí: Khalil Al Ghamdi (Saúdská Arábie) |
|                                    |       | Hernández 64' Blanco 79' (pen.) | Peter Mokaba Stadium, Polokwane diváci: 35 370 rozhodčí: Khalil Al Ghamdi (Saúdská Arábie) |

| 22. června 2010 MS 2010, Skupina A |       |                        |                                                                                 |
| Francie                            | 1 - 2 | Jihoafrická republika  | Free State Stadium, Bloemfontein diváci: 39 415 rozhodčí: Óscar Ruiz (Kolumbie) |
| Malouda 70'                        |       | Khumalo 20' Mphela 37' | Free State Stadium, Bloemfontein diváci: 39 415 rozhodčí: Óscar Ruiz (Kolumbie) |

| 11. srpna 2010 přátelské |        |              |                                                                                     |
| Norsko                   | 2 - 1  | Francie      | Ullevaal Stadion, Oslo diváci: 15 165 rozhodčí: Carlos Velasco Carballo (Španělsko) |
| Huseklepp 51', 71'       | report | Ben Arfa 48' | Ullevaal Stadion, Oslo diváci: 15 165 rozhodčí: Carlos Velasco Carballo (Španělsko) |

| 3. září 2010 kvalifikace ME 2012, skupina D |        |             |                                                                                |
| Francie                                     | 0 - 1  | Bělorusko   | Stade de France, Saint-Denis diváci: 76 395 rozhodčí: William Collum (Skotsko) |
|                                             | report | Kisljak 86' | Stade de France, Saint-Denis diváci: 76 395 rozhodčí: William Collum (Skotsko) |

| 7. září 2010 kvalifikace ME 2012, skupina D |        |                         |                                                                                       |
| Bosna a Hercegovina                         | 0 - 2  | Francie                 | Asim Ferhatović Hase Stadium, Sarajevo diváci: 35 000 rozhodčí: Felix Brych (Německo) |
|                                             | report | Benzema 72' Malouda 78' | Asim Ferhatović Hase Stadium, Sarajevo diváci: 35 000 rozhodčí: Felix Brych (Německo) |

| 9. října 2010 kvalifikace ME 2012, skupina D |        |          |                                                                                   |
| Francie                                      | 2 - 0  | Rumunsko | Stade de France, Saint-Denis diváci: 79 299 rozhodčí: Pedro Proença (Portugalsko) |
| Rémy 83' Gourcuff 93'                        | report |          | Stade de France, Saint-Denis diváci: 79 299 rozhodčí: Pedro Proença (Portugalsko) |

| 12. října 2010 kvalifikace ME 2012, skupina D |        |             |                                                                             |
| Francie                                       | 2 - 0  | Lucembursko | Stade Saint-Symphorien, Méty diváci: 30 000 rozhodčí: Matej Jug (Slovinsko) |
| Benzema 22' Gourcuff 76'                      | report |             | Stade Saint-Symphorien, Méty diváci: 30 000 rozhodčí: Matej Jug (Slovinsko) |

| 17. listopadu 2010 přátelské |        |                          |                                                                           |
| Anglie                       | 1 – 2  | Francie                  | Wembley Stadium, Londýn diváci: 85 600 rozhodčí: Claus Bo Larsen (Dánsko) |
| Crouch 86'                   | report | Benzema 16' Valbuena 55' | Wembley Stadium, Londýn diváci: 85 600 rozhodčí: Claus Bo Larsen (Dánsko) |

## Hráči
Celkem se v roce 2010 objevilo ve francouzském reprezentačním dresu 46 hráčů.
| hráč                |   | klub                                     | Z  | G |
| ------------------- | - | ---------------------------------------- | -- | - |
| Hugo Lloris         | B | Olympique Lyon                           | 11 | 0 |
| Steve Mandanda      | B | Olympique Marseille                      | 1  | 0 |
| Stéphane Ruffier    | B | AS Monaco                                | 1  | 0 |
| Bacary Sagna        | O | Arsenal FC                               | 10 | 0 |
| Patrice Evra        | O | Manchester United                        | 6  | 0 |
| William Gallas      | O | Arsenal FC, Tottenham                    | 6  | 1 |
| Éric Abidal         | O | FC Barcelona                             | 6  | 0 |
| Gaël Clichy         | O | Arsenal FC                               | 6  | 0 |
| Adil Rami           | O | Lille OSC                                | 6  | 0 |
| Philippe Mexès      | O | AS Řím                                   | 6  | 0 |
| Anthony Réveillère  | O | Olympique Lyon                           | 4  | 0 |
| Sébastien Squillaci | O | FC Sevilla, Arsenal                      | 3  | 0 |
| Michaël Ciani       | O | Girondins Bordeaux                       | 1  | 0 |
| Julien Escudé       | O | FC Sevilla                               | 1  | 0 |
| Marc Planus         | O | Girondins Bordeaux                       | 1  | 0 |
| Rod Fanni           | O | Stade Rennais                            | 1  | 0 |
| Aly Cissokhol       | O | Olympique Lyon                           | 1  | 0 |
| Mamadou Sakho       | O | Paris Saint-Germain                      | 1  | 0 |
| Florent Malouda     | Z | FC Chelsea                               | 12 | 2 |
| Yoann Gourcuff      | Z | Girondins Bordeaux, Olympique Lyon       | 9  | 2 |
| Abou Diaby          | Z | Arsenal                                  | 9  | 0 |
| Franck Ribéry       | Z | Bayern Mnichov                           | 7  | 0 |
| Jérémy Toulalan     | Z | Olympique Lyon                           | 6  | 0 |
| Alou Diarra         | Z | Girondins Bordeaux                       | 6  | 0 |
| Yann M'Vila         | Z | Stade Rennais                            | 5  | 0 |
| Samir Nasri         | Z | Arsenal                                  | 4  | 0 |
| Lassana Diarra      | Z | Real Madrid                              | 2  | 0 |
| Jérémy Menez        | Z | AS Řím                                   | 2  | 0 |
| Moussa Sissoko      | Z | Toulouse FC                              | 1  | 0 |
| Charles N'Zogbia    | Z | Wigan Athletic FC                        | 1  | 0 |
| Yohan Cabaye        | Z | Lille OSC                                | 1  | 0 |
| Hatem Ben Arfa      | Z | Olympique Marseille, Newcastle United FC | 1  | 1 |
| Blaise Matuidi      | Z | AS Saint-Étienne                         | 1  | 0 |
| Mathieu Valbuena    | Ú | Olympique Marseille                      | 7  | 2 |
| Sidney Govou        | Ú | Olympique Lyon, Panathinaikos FC         | 7  | 0 |
| Nicolas Anelka      | Ú | FC Chelsea                               | 6  | 0 |
| Thierry Henry       | Ú | FC Barcelona, New York Red Bulls         | 6  | 0 |
| André-Pierre Gignac | Ú | Toulouse FC, Olympique Marseille         | 6  | 0 |
| Karim Benzema       | Ú | Real Madrid                              | 5  | 3 |
| Loïc Rémy           | Ú | OGC Nice, Olympique Marseille            | 5  | 1 |
| Guillaume Hoarau    | Ú | Paris Saint-Germain                      | 4  | 0 |
| Djibril Cissé       | Ú | Panathinaikos FC                         | 3  | 0 |
| Dimitri Payet       | Ú | AS Saint-Étienne                         | 3  | 0 |
| Jimmy Briand        | Ú | Stade Rennais, Olympique Lyon            | 1  | 0 |
| Louis Saha          | Ú | Everton FC                               | 1  | 0 |
| Kevin Gameiro       | Ú | FC Lorient                               | 1  | 0 |